# Jannick Buyla
Jannick Buyla Sam (Saragozza, 6 ottobre 1998) è un calciatore equatoguineano con cittadinanza spagnola, centrocampista del Numancia e della nazionale equatoguineana.

## Caratteristiche tecniche
È un centrocampista centrale.

## Carriera

### Club
Cresciuto nel settore giovanile del Real Saragozza, ha esordito in prima squadra l'11 maggio 2019 disputando l'incontro di Segunda División vinto 3-0 contro l'Extremadura UD.

### Nazionale
Ha esordito con la nazionale equatoguineana l'8 settembre 2019 disputando l'incontro di qualificazione per il Mondiale 2022 vinto 1-0 contro il Sudan del Sud; è stato convocato per la Coppa delle nazioni africane 2021 e per la Coppa delle nazioni africane 2023.

## Statistiche

### Cronologia presenze e reti in nazionale
| Cronologia completa delle presenze e delle reti in nazionale ― Guinea Equatoriale | Cronologia completa delle presenze e delle reti in nazionale ― Guinea Equatoriale | Cronologia completa delle presenze e delle reti in nazionale ― Guinea Equatoriale | Cronologia completa delle presenze e delle reti in nazionale ― Guinea Equatoriale | Cronologia completa delle presenze e delle reti in nazionale ― Guinea Equatoriale | Cronologia completa delle presenze e delle reti in nazionale ― Guinea Equatoriale | Cronologia completa delle presenze e delle reti in nazionale ― Guinea Equatoriale | Cronologia completa delle presenze e delle reti in nazionale ― Guinea Equatoriale |
| Data                                                                              | Città                                                                             | In casa                                                                           | Risultato                                                                         | Ospiti                                                                            | Competizione                                                                      | Reti                                                                              | Note                                                                              |
| --------------------------------------------------------------------------------- | --------------------------------------------------------------------------------- | --------------------------------------------------------------------------------- | --------------------------------------------------------------------------------- | --------------------------------------------------------------------------------- | --------------------------------------------------------------------------------- | --------------------------------------------------------------------------------- | --------------------------------------------------------------------------------- |
| 8-9-2019                                                                          | Malabo                                                                            | Guinea Equatoriale                                                                | 1 – 0                                                                             | Sudan del Sud                                                                     | Qual. Mondiali 2022                                                               | -                                                                                 | 76’                                                                               |
| 15-11-2019                                                                        | Dar es Salaam                                                                     | Tanzania                                                                          | 2 – 1                                                                             | Guinea Equatoriale                                                                | Qual. Coppa d'Africa 2021                                                         | -                                                                                 | 66’                                                                               |
| 28-3-2021                                                                         | Radès                                                                             | Tunisia                                                                           | 2 – 1                                                                             | Guinea Equatoriale                                                                | Qual. Coppa d'Africa 2021                                                         | -                                                                                 | 60’                                                                               |
| 3-9-2021                                                                          | Radès                                                                             | Tunisia                                                                           | 3 – 0                                                                             | Guinea Equatoriale                                                                | Qual. Mondiali 2022                                                               | -                                                                                 | 92’                                                                               |
| 7-9-2021                                                                          | Malabo                                                                            | Guinea Equatoriale                                                                | 1 – 0                                                                             | Mauritania                                                                        | Qual. Mondiali 2022                                                               | -                                                                                 | 85’                                                                               |
| 7-10-2021                                                                         | Malabo                                                                            | Guinea Equatoriale                                                                | 2 – 0                                                                             | Zambia                                                                            | Qual. Mondiali 2022                                                               | -                                                                                 | 69’                                                                               |
| 10-10-2021                                                                        | Lusaka                                                                            | Zambia                                                                            | 1 – 1                                                                             | Guinea Equatoriale                                                                | Qual. Mondiali 2022                                                               | -                                                                                 | 78’ 83’                                                                           |
| 12-1-2022                                                                         | Douala                                                                            | Guinea Equatoriale                                                                | 0 – 1                                                                             | Costa d'Avorio                                                                    | Coppa d'Africa 2021 - 1º turno                                                    | -                                                                                 |                                                                                   |
| 16-1-2022                                                                         | Douala                                                                            | Algeria                                                                           | 0 – 1                                                                             | Guinea Equatoriale                                                                | Coppa d'Africa 2021 - 1º turno                                                    | -                                                                                 | 66’                                                                               |
| 20-1-2022                                                                         | Limbe                                                                             | Sierra Leone                                                                      | 0 – 1                                                                             | Guinea Equatoriale                                                                | Coppa d'Africa 2021 - 1º turno                                                    | -                                                                                 | 64’                                                                               |
| 26-1-2022                                                                         | Bamako                                                                            | Mali                                                                              | 0 – 0 dts (5 - 6 dtr)                                                             | Guinea Equatoriale                                                                | Coppa d'Africa 2021 - Ottavi di finale                                            | -                                                                                 | 63’                                                                               |
| 30-1-2022                                                                         | Yaoundé                                                                           | Senegal                                                                           | 3 – 1                                                                             | Guinea Equatoriale                                                                | Coppa d'Africa 2021 - Quarti di finale                                            | 1                                                                                 |                                                                                   |
| 2-6-2022                                                                          | Tunisi                                                                            | Tunisia                                                                           | 4 – 0                                                                             | Guinea Equatoriale                                                                | Qual. Coppa d'Africa 2023                                                         | -                                                                                 |                                                                                   |
| 24-3-2023                                                                         | Malabo                                                                            | Guinea Equatoriale                                                                | 2 – 0                                                                             | Botswana                                                                          | Qual. Coppa d'Africa 2023                                                         | -                                                                                 | 80’                                                                               |
| 28-3-2023                                                                         | Francistown                                                                       | Botswana                                                                          | 2 – 3                                                                             | Guinea Equatoriale                                                                | Qual. Coppa d'Africa 2023                                                         | -                                                                                 | 60’                                                                               |
| 17-6-2023                                                                         | Malabo                                                                            | Guinea Equatoriale                                                                | 1 – 0                                                                             | Tunisia                                                                           | Qual. Coppa d'Africa 2023                                                         | -                                                                                 | 88’                                                                               |
| 6-9-2023                                                                          | Tripoli                                                                           | Libia                                                                             | 1 – 1                                                                             | Guinea Equatoriale                                                                | Qual. Coppa d'Africa 2023                                                         | -                                                                                 | 68’                                                                               |
| 15-11-2023                                                                        | Malabo                                                                            | Guinea Equatoriale                                                                | 1 – 0                                                                             | Namibia                                                                           | Qual. Mondiali 2026                                                               | -                                                                                 | 71’                                                                               |
| 9-1-2024                                                                          | Malabo                                                                            | Guinea Equatoriale                                                                | 1 – 1                                                                             | Gibuti                                                                            | Amichevole                                                                        | -                                                                                 | 68’                                                                               |
| 14-1-2024                                                                         | Abidjan                                                                           | Nigeria                                                                           | 1 – 1                                                                             | Guinea Equatoriale                                                                | Coppa d'Africa 2023 - 1º turno                                                    | -                                                                                 | 75’                                                                               |
| 18-1-2024                                                                         | Abidjan                                                                           | Guinea Equatoriale                                                                | 4 – 2                                                                             | Guinea-Bissau                                                                     | Coppa d'Africa 2023 - 1º turno                                                    | -                                                                                 | 80’ 90+5’                                                                         |
| 22-1-2024                                                                         | Abidjan                                                                           | Guinea Equatoriale                                                                | 4 – 0                                                                             | Costa d'Avorio                                                                    | Coppa d'Africa 2023 - 1º turno                                                    | 1                                                                                 | 56’                                                                               |
| 28-1-2024                                                                         | Abidjan                                                                           | Guinea Equatoriale                                                                | 0 – 1                                                                             | Guinea                                                                            | Coppa d'Africa 2023 - Ottavi di finale                                            | -                                                                                 | 84’                                                                               |
| 5-6-2024                                                                          | Tunisi                                                                            | Tunisia                                                                           | 1 – 0                                                                             | Guinea Equatoriale                                                                | Qual. Mondiali 2026                                                               | -                                                                                 | 78’                                                                               |
| 10-6-2024                                                                         | Malabo                                                                            | Guinea Equatoriale                                                                | 1 – 0                                                                             | Malawi                                                                            | Qual. Mondiali 2026                                                               | -                                                                                 | 76’                                                                               |
| 5-9-2024                                                                          | Orano                                                                             | Algeria                                                                           | 2 – 0                                                                             | Guinea Equatoriale                                                                | Qual. Coppa d'Africa 2025                                                         | -                                                                                 | 77’                                                                               |
| 9-9-2024                                                                          | Malabo                                                                            | Guinea Equatoriale                                                                | 2 – 2                                                                             | Togo                                                                              | Qual. Coppa d'Africa 2025                                                         | 1                                                                                 | 58’                                                                               |
| 11-10-2024                                                                        | Malabo                                                                            | Guinea Equatoriale                                                                | 1 – 0                                                                             | Liberia                                                                           | Qual. Coppa d'Africa 2025                                                         | -                                                                                 | 80’                                                                               |
| 14-10-2024                                                                        | Monrovia                                                                          | Liberia                                                                           | 1 – 2                                                                             | Guinea Equatoriale                                                                | Qual. Coppa d'Africa 2025                                                         | -                                                                                 | 56’                                                                               |
| 14-11-2024                                                                        | Malabo                                                                            | Guinea Equatoriale                                                                | 0 – 0                                                                             | Algeria                                                                           | Qual. Coppa d'Africa 2025                                                         | -                                                                                 | 84’                                                                               |
| 21-3-2025                                                                         | Malabo                                                                            | Guinea Equatoriale                                                                | 2 – 0                                                                             | São Tomé e Príncipe                                                               | Qual. Mondiali 2026                                                               | -                                                                                 | 84’                                                                               |
| 24-3-2025                                                                         | Johannesburg                                                                      | Namibia                                                                           | 1 – 1                                                                             | Guinea Equatoriale                                                                | Qual. Mondiali 2026                                                               | -                                                                                 | 76’                                                                               |
| 9-6-2025                                                                          | Marrakech                                                                         | Camerun                                                                           | 1 – 1                                                                             | Guinea Equatoriale                                                                | Amichevole                                                                        | -                                                                                 | 70’                                                                               |
| Totale                                                                            |                                                                                   | Presenze                                                                          | 33                                                                                |                                                                                   | Reti                                                                              | 3                                                                                 |                                                                                   |